# Hjortagöl (Oskars socken, Småland)
Hjortagöl är en sjö i Nybro kommun i Småland och ingår i Hagbyåns huvudavrinningsområde.